# 聖闘士星矢 THE LOST CANVAS 冥王神話の登場人物
聖闘士星矢 THE LOST CANVAS 冥王神話の登場人物一覧（セイントセイヤ ザ ロスト キャンバス めいおうしんわのとうじょうじんぶついちらん）は、車田正美原作で2次創作された手代木史織著『聖闘士星矢 THE LOST CANVAS 冥王神話』に登場する人物を列挙する。本稿では以降『聖闘士星矢 THE LOST CANVAS 冥王神話』を『LC』と省略して記載する。
原作『聖闘士星矢』にも登場する人物の基本設定は、それぞれの内部リンク先を参照。

## アテナ軍
サーシャ
- 身長：159cm。体重：47kg。誕生日：3月8日。血液型：A型。
- 声：平野綾

この時代の女神アテナ。14歳。イタリア出身。代々のアテナは二百数十年に一度、人の姿を借りて神としてアテナ像の下に降臨するが、人間として誕生する。幼少時は孤児院で過ごし、そこで実兄アローンと幼馴染のテンマらと暮らしていたが、聖戦が始まる前に射手座のシジフォスにより見つけ出され、聖域に引き取られる。相手の心の痛みを感じ取れる優しい少女。
慈愛と勇気を併せ持ったアテナに相応しい人物だが、テンマのような親しい人物の前では年頃の少女らしい振る舞いを見せる。
教皇セージ
- 身長：178→184cm。体重：78→81kg。誕生日：6月30日。血液型：B型。
- 技：タリスマンケージ、積尸気冥界波
- 声：関俊彦

女神サーシャを補佐し、聖闘士を統括する。元は蟹座の黄金聖闘士であり前聖戦で生き残った1人。ハーデス配下の双子神に多くの仲間を殺された過去をもち、双子神の打倒を悲願としている。弟子のマニゴルドと共闘して、タナトスを封じ込めた。

### 青銅聖闘士
天馬星座（ペガサス）のテンマ
- 年齢：15歳。身長：168cm。体重：56kg。誕生日：12月5日。血液型：B型。出身地：イタリア。修行地：ギリシア・聖域。
- 技：ペガサス流星拳、ペガサス彗星拳、ペガサス彗星拳奇蹟（ビッグバン）
- 声：柿原徹也

本編の主人公。この時代の天馬星座の聖闘士で、星矢の前世に当たる人物。アローンやサーシャや他の孤児達と共に、街の外れの孤児院で暮らす。童虎に素質を見込まれ聖域に行き聖闘士となるが、親友がハーデスであることを知り苦悩する。
一角獣星座（ユニコーン）の耶人（ヤト）
- 身長：169cm。体重：58kg。誕生日：11月2日。血液型：O型。
- 技：ユニコーンギャロップ
- 声：阿部敦

15歳。サーシャに想いを寄せており、彼女と特別に親しい間柄のテンマに対しては嫉妬や対抗心を覗かせる事も。しかし基本的にはお人好しで情に厚く、テンマと行動を共にする内に親友と呼べる関係になっていく。
青銅聖闘士4人衆
空中に逃れたハーデス城を追撃するための「箱舟」の捜索･修復の命を受け、ユズリハや耶人らと共にジャミールに派遣された。箱舟発見後は船体修復の指揮を務める。
狼星座（ウルフ）のユンカース
身長：174cm。体重：69kg。誕生日：7月16日。血液型：B型。
子獅子星座（ライオネット）のブレリオ
身長：178cm。体重：72kg。誕生日：1月2日。血液型：A型。
海ヘビ星座（ヒドラ）のカーチス
身長：170cm。体重：64kg。誕生日：1月25日。血液型：AB型。
大熊星座（ベアー）のダグラス
身長：190cm。体重：87kg。誕生日：5月4日。血液型：O型。
羅針盤座（ピクシス）のラスク
- 身長：169cm。体重：60kg。誕生日：8月31日。血液型：A型。
- 技：ハウリングアルゴ（OVA）
- 声：佐藤拓也

エルシド配下の聖闘士。本編では言及されなかったが、後述のツバキやラカーユと共にOVAで深く掘り下げられた。戦地に赴く直前に迷いを抱くも、仲間やエルシドと共に戦うことを選ぶ。エルシドの助太刀にツバキ・ラカーユと共に向かうもオネイロスに倒される。三人の守護星座は元々同じアルゴ座であった所縁から、OVAではオネイロスと対峙した際には連携技を放った。

### 白銀聖闘士
鶴座（クレイン）のユズリハ
- 身長：171cm。体重：54kg。誕生日：4月12日。血液型：AB型。
- 技：絢舞裳閃脚（けんぶしょうせんきゃく）
- 声：小林沙苗

ジャミールの女戦士。17歳。テレポート、サイコキネシスなどの超能力を使う。仮面を被ることに煩わしさを感じ、耶人やテンマ以外の人がいないときは仮面を被っていない（この二人の前では素顔がほとんどである）。
祭壇座（アルター）のハクレイ
- 身長：177→188cm。体重：78→89kg。誕生日：6月30日。血液型：B型。
- 技：積尸気冥界波、積尸気転霊波
- 声：堀内賢雄

ジャミールの一族を束ねる長で教皇セージの兄。前聖戦の生き残りで、聖衣の修復技術を有する。本来は自分が纏うはずの蟹座の黄金聖衣も教皇の地位も弟のセージに譲って、自らは裏方に徹していた。
※祭壇座の白銀聖衣は教皇を補佐する者が纏う聖衣であり、パーツ形状は「聖闘士星矢大全」に登場するものと同じであるが、オブジェ形態のデザイン（パーツ構成）は異なる。
帆星座（ヴェラ）のツバキ
- 身長：179cm。体重：79kg。誕生日：11月13日。血液型：A型。
- 技：ハウリングアルゴ（OVA）
- 声：下山吉光

エルシド配下の聖闘士。ラカーユ・ラスクの中ではリーダー格。ラカーユ・ラスクと共にエルシドの助太刀に向かうもオネイロスに倒される。OVAでは最期は敬愛するエルシドの腕の中で息絶える。
船尾星座（パピス）のラカーユ
- 身長：183cm。体重：84kg。誕生日：10月3日。血液型：O型。
- 技：ハウリングアルゴ（OVA）
- 声：鷹嘴翼

エルシド配下の聖闘士。ツバキ同様オネイロスに倒される。黄金外伝エルシド編では砂漠の町に住む刀鍛冶見習いの少年として登場。エルシドの案内役としてカタラニアに同行する。エルシドの戦いを通じて聖闘士となることを志すようになった。
その他の白銀聖闘士
地獄の番犬座（ケルベロス）・御者座（アウリガ）・矢座（サジッタ）の聖闘士
声 - 川野剛稔（ケルベロス）
技：リフティング・ソーサー（アウリガ、OVAのみ）、ファントムアロー（サジッタ、OVAのみ）
巨犬座（カニスマヨル）・銀蝿座（ムスカ）の聖闘士と共に森の大聖堂を探索した白銀聖闘士達。冥王軍に遭遇し全滅させられる。上記の3人は冥闘士として復活させられ、任務報告の際、アテナの命を狙ったためシオンや童虎に倒される。最期はアテナに看取られつつ消滅した。
蜥蜴星座（リザド）・白鯨星座（ホエール）・ヘラクレス座・ペルセウス座・烏座（クロウ）の聖闘士
リザド・ホエールはシオンや童虎ら共にテンマの故郷に向かう部隊に配される。ヘラクレスは聖域に侵攻したミーノスに惨殺され、ペルセウスはカノン島の鬼に盾を食い破られる描写がある。クロウは弟子（ショウ・ガンサ）と共に上空に浮上したロスト・キャンバスを偵察するが致命傷を負い、帰還後アテナに看取られ死亡する。

### 黄金聖闘士
牡羊座（アリエス）のシオン
- 身長：185cm。体重：77kg。誕生日：3月30日。血液型：A型。
- 技：スターダストレボリューション、クリスタルウォール、積尸気転霊波、クリスタルローブ、スターライトエクスティンクション
- 声：三木眞一郎

童虎の親友。18歳。師匠は祭壇座のハクレイであり、ユズリハの兄弟子に当たる。師と同様に聖衣の修復技術を持つ。若く行動的で正義感と責任感が強い。師の身勝手な行動に振り回されるが、弟の死後教皇代理となったハクレイから後継者と目されている。聖闘士星矢に登場する牡羊座のムウの師匠で「サガの乱」で殺害された教皇。
牡牛座（タウラス）のアルデバラン
- 身長：210cm。体重：121kg。誕生日：5月18日。血液型：O型。
- 技：グレートホーン、タイタンズノヴァ、タイタンズブレイク
- 声：杉田智和

本名ハスガード。28歳。巨漢の聖闘士。豪放磊落な性格ながら、聖闘士になる前には孤児達を集めて父がわりとして育てるなど非常に面倒見が良い。誰からも慕われる人格者であり、敵対する者であっても正しき道に導こうとする。その性格は童虎にも深い影響を与えた。聖闘士として金牛の星のように生きたいという理由から本名を捨て、牡牛座α星の固有名「アルデバラン」を名乗っている。不屈の闘志と鋼の心を持っていたが、テンマの身代わりとなり命を落とす。
双子座（ジェミニ）のデフテロス
- 身長：190cm。体重：90kg。誕生日：6月20日。血液型：AB型。
- 技：アナザーディメンション、マヴロスエラプションクラスト、ギャラクシアンエクスプロージョン
- 声：小西克幸 

27歳。カノン島の住民に鬼と呼ばれ恐れられている。テンマを弟子として鍛えた後は聖衣を身に纏い参戦を決意し童虎に女神の血を託す。冥王軍の配下として蘇った兄と対峙しギャラクシアンエクスプロージョンを撃ち合い敗れるも、自らの一撃が確実に兄の"芯"を貫いたことを語り、彼の前で消滅する。
双子座（ジェミニ）のアスプロス
- 身長：188cm。体重：83kg。誕生日：6月20日。血液型：AB型。
- 技：ギャラクシアンエクスプロージョン、幻朧魔皇拳（げんろうまおうけん）、アナザーディメンション、アークゲミンガ
- 声：諏訪部順一

25歳没。デフテロスの双子の兄。かつて、野心を懐き弟を幻朧魔皇拳で操り反逆を企てるが失敗し粛清される。死後冥王の力で甦り冥闘士として第四の魔宮･火星（マーズ）の守り人になる。その心中は生前と変わらぬ野望を燃やす。
デフテロスとの戦いの末に彼を破るも己の"芯"を打ち抜かれ、また今際の際に自らにかけた幻朧魔皇拳も弟の死により解除され、かつての己を取り戻すと同時にデフテロスを思わせる雰囲気も纏うようになる。ハーデスに反旗を翻すが、自分達兄弟の運命を弄んだ杳馬（カイロス）の介入により行方不明となる。しかし、自身の時空を操る能力によって神であるカイロスの力を乗り越えて脱出。呑み込まれたシオン・童虎を救出しカイロスに単身で立ち向かい、黄金聖闘士であり冥闘士でもあるという特異な状態をも利用して遂には勝利した。同時に冥闘士としての寿命から肉体が消滅していくなか、サーシャと再会し聖域の裏切り者である自らの想いを吐露するも、サーシャの言葉に救われ、彼女に看取られながら消滅した。
蟹座（キャンサー）のマニゴルド
- 身長：187cm。体重：85kg。誕生日：7月14日。血液型：O型。
- 技：アクベンス、積尸気冥界波、積尸気鬼蒼焔（せきしききそうえん）、積尸気魂葬破（せきしきこんそうは）
- 声：小野大輔

25歳。教皇セージの唯一の直弟子。幼い頃から人の死に深く接するあまり魂魄を観ることが出来た。セージと出会ったことで聖闘士となり、その技と力の全てを受け継ぐ。斜に構えて偽悪的な振る舞いが多いが、独自の正義の観念を持つ誇り高い男。魂を糧に燃える鬼火を操る。師と共に死の神タナトスと対峙し、その身と引き替えにして封じ込めた。
「マニゴルド」は死刑執行人の意であることが外伝で語られている。
獅子座（レオ）のレグルス
- 身長：165cm。体重：58kg。誕生日：8月4日。血液型：B型。
- 声：寺島拓篤 
- 技：ライトニングプラズマ、アテナエクスクラメーション（単独使用）、ゾディアッククラメーション、ライトニングボルト、獅子の大鎌（ライトニングクラウン）

15歳。父をラダマンティスに殺害されている。耶人とは聖闘士候補生の頃から面識がある。シジフォスに聖闘士としての指導を受け天才と評される。
獅子座の聖闘士として光速拳を駆使するのみならず、相手の動きを観察し、その技を模倣する才能を持つ。桁外れの才覚を持ち異例の早さで黄金聖闘士へと上り詰めた故に、聖闘士としての常識に疎い面もある。凡人の気持ちを理解できないと評されることを本人も自覚し気にしている。
「箱舟」を巡る攻防でバイオレートを撃破するも、アイアコスの奇襲を受け敗れる。ロストキャンバス内ではラダマンティスと相対し、己の持つ全ての技をぶつけるも“神竜”となったラダマンティスとの力の差は歴然であり、尊敬する黄金聖闘士達の技をまとめて放つゾディアッククラメーションを繰り出すも、自らの肉体が耐えきれずに消滅してしまう。しかし、最強の黄金聖闘士だった父の領域へと到達し自然と一体となった彼は、渾身のライトニングボルトによってラダマンティスの心臓を破壊することに成功、先に逝くことを仲間達に詫びながら消えていった。
乙女座（バルゴ）のアスミタ
- 身長：180cm。体重：65kg。誕生日：9月4日。血液型：A型。
- 技：カーン、オーム、天魔降伏（てんまこうふく）、六道輪廻（りくどうりんね）、天舞宝輪（てんぶほうりん）、天空覇邪魑魅魍魎（てんくうはじゃちみもうりょう）、降魔印（ごうまいん）
- 声：石田彰

21歳。生来盲目の聖闘士。五感のうち視覚を常に封じられている為、黄金聖闘士の中でも一際高い実力を持つ。闇を友とし、地上が常に混沌と迷いの中にあると知覚していた事により、戦いに迷い冥界と現世を行き来し思索を続けていた。冥界を彷徨うテンマと出会い拳を交えた後、彼に冥界で唯一生ある存在である木蓮子の実を持ち帰るよう命じた。ジャミールで決戦兵器となる百八の数珠を完成させるため、極限まで小宇宙を高めその命を散らせた。
「アスミタ」は我想の意であることが外伝で語られている。
天秤座（ライブラ）の童虎（ドウコ）
- 身長：170cm。体重：71kg。誕生日：10月20日。血液型：A型。
- 技：廬山百龍覇（ろざんひゃくりゅうは）、廬山龍飛翔（ろざんりゅうひしょう）、廬山亢龍覇（ろざんこうりゅうは）、廬山昇龍覇（ろざんしょうりゅうは）、遊虎千人演舞（ゆうこ せんにんえんぶ）
- 声：三宅健太

18歳。シオンの親友。性格は明るく陽気で社交的。大の酒好き。テンマの資質を見極め聖域に連れて来て以来、弟分として見守っている。テンマが現在のハーデスと強い因縁を持つことを危惧し、その身を案ずる。シオンと共に聖戦を生き残り、五老峰に座してハーデス軍を監視する役目を授かる。聖闘士星矢に登場する老師こと天秤座の童虎本人。
蠍座（スコーピオン）のカルディア
- 身長：185cm。体重：84kg。誕生日：10月27日。血液型：B型。
- 技：スカーレットニードル、スカーレットニードル・カタケオ、スカーレットニードル・カタケオ・アンタレス
- 声：遊佐浩二

22歳。アテナの勅命を受けた水瓶座のデジェルと共にポセイドンが眠るブルーグラードへ向かう。生来心臓が悪く、延命を兼ねて禁忌の技をかけている。その反動で過去には時々高熱を発することがあり、その都度デジェルの凍気で冷却してもらっていたようだが、現在はある程度克服している様子。
まだ聖域に来たばかりのサーシャをアテナと知らずに連れ回したことがあり、その時の縁からサーシャとは仲が良くプライベートでは兄貴分のように接している。
ブルーグラードでラダマンティスと交戦し勝利する。自身も心臓の限界に達し力尽きる寸前であったが、デジェルの想いを継ぎ聖域へと走るユニティの前に現れ最期の力を振り絞り彼を外へと連れ出し命を落とす。
「カルディア」はギリシア語で「心臓」(kardia)を意味する。
射手座（サジタリアス）のシジフォス
- 身長：189cm。体重：85kg。誕生日：12月3日。血液型：A型。
- 技：ケイロンズライトインパルス、ケイロンズスィエラ、（幻影の冥衣シジフォスによる）ケイロンズダークインパルス
- 声：野島裕史

29歳。イタリアでサーシャを発見して引き取った青年。心優しい反面、自責の念が強い。教皇セージの命を受け、聖戦の影で暗躍する双子神の調査を密かに行っていた。聖域に襲来したアローンへ矢を放つが返し矢を受け昏睡状態となり、ヒュプノス配下の四神に魂を連れ去られ、夢界のモルフィアに封じられる。アローンとサーシャを引き裂いたことが悲劇の発端となってしまったという深い後悔の念により自ら魂を縛り上げていたが、サーシャが夢界に乗り込み救出したことで復活を遂げる。
以後、黄金聖闘士達のまとめ役として教皇を失ったサーシャの補佐を行うこととなる。「箱舟」を巡る戦いで、隷属の絆を絶対とする敵将アイアコスと衝突、同じ“将”として彼の隷属の絆を否定し、視力と引き換えに遂にはエイトセンシズに到達しアイアコスを撃破する。ロストキャンバスでは門を開けるため、心臓を失いながらもシオン・レグルスと共にアテナエクスクラメーションを放ち、命を落とした。
山羊座（カプリコーン）のエルシド
- 身長：187cm。体重：87kg。誕生日：12月27日。血液型：B型。
- 技：手刀（エクスカリバー）、ジャンピングストーン
- 声：中井和哉

26歳。シジフォスを兄のように慕う。無口で無骨。己を鍛え上げること以外に興味も関心もない。夢界に囚われたシジフォスの魂を奪還するため、サーシャの命を受けヒュプノスの眠りの結界に単身踏み込むが、現世でのイケロスとの戦いで右腕を切り落とされる。自身の技は未完の物であるとしてその右手から繰り出される凄まじい手刀に名は付けられていないが、夢界では失った右腕を闘気で補い、そこから繰り出す手刀をもって三神を倒した。現世で合体した四神にテンマと共に戦いを挑み、その一命をもって四神を倒した。シジフォスは、エルシドの心や生き様より、エルシド自身こそが“聖剣（エクスカリバー）”であると評した。
水瓶座（アクエリアス）のデジェル
- 身長：184cm。体重：76kg。誕生日：2月5日。血液型：O型。
- 技：オーロラエクスキューション、カリツォー、ダイヤモンドダスト、グランカリツォー、ダイヤモンドダスト・レイ、フリージングシールド
- 声：平川大輔

22歳。大海を一瞬で氷結させるほどの凍気を操る。博識で知の聖闘士と呼ばれ、宝瓶宮の書庫に大量の書物を有している。ブルーグラードで聖闘士としての修行をし、統治者ガルシアから様々な知識を教示される。
ブルーグラードにて海龍の海闘士となった親友ユニティと闘いこれを撃破・和解するも、パンドラの介入によってポセイドンの力を暴走させたセラフィナを止めるために自身は海底に踏み止まり、ユニティに全てを託して地上へと逃がした。ブルーグラードとユニティを見守り続けることを誓いながら、セラフィナと共に氷に包まれ命を落とした。
「デジェル」は雪解けの意であることが外伝で語られている。
魚座（ピスケス）のアルバフィカ
- 身長：183cm。体重：78kg。誕生日：2月23日。血液型：A型。
- 技：ロイヤルデモンローズ、ピラニアンローズ、ブラッディローズ、クリムゾンソーン
- 声：神谷浩史

23歳。猛毒を持つ魔宮薔薇（デモンローズ）を使うために毒に耐える体質を作り、その血までもが猛毒となる。そのため、普段は他人を寄せ付けないように振舞うが、気高くも他者を思いやる心優しい人物。聖域周囲に魔宮薔薇の陣を敷き詰め、ミーノス率いる冥闘士を迎え撃つ。彼の部下を全滅させるものの、三巨頭の圧倒的な実力の前に苦戦を強いられ、全身の骨を砕かれる。しかし致命傷を負った肉体で彼に追い付き、再戦の末にミーノスを撃破、戦友であるシオンと自分を慕う村の少女に看取られながら力尽きた。
薔薇と血液を武器とする聖闘士であるが肉弾戦にも長けており、自身の毒が封じられた際は仲間に毒が及ぶことを気にせず戦えることに、寧ろ嬉々としながら徒手空拳で戦いを挑み敵を圧倒した。

## ハーデス軍
アローン/冥王ハーデス
- 身長：167cm。体重：54kg。誕生日：12月24日。血液型：O型。
- 声：下野紘

15歳。この時代の冥王ハーデスの依代となる天涯孤独の少年。幼い頃は孤児院で実妹のサーシャと親友のテンマらと共に過ごしていた。画家を目指していたがハーデスとして覚醒し、描いたものの命を奪うロストキャンバスの描画を行う。
パンドラ
- 身長：168cm。体重：55kg。誕生日：6月25日。血液型：A型。
- 技：ノーブルベノム
- 声：水樹奈々

19歳。現世でハーデスの依代となる人物をハーデスの魂の下へ導く。また冥闘士達を統括し、指揮を執る女。
アテナであるサーシャに対してはハーデスたるアローンを奪われたと思いから極めて強い敵意を抱く。
パンドラとして覚醒する前は裕福な家庭で平和に暮らす少女であり、テンマの母であるパルティータとは姉妹のように親しい間柄で、テンマのことも弟のように思い誕生を喜びかわいがっていた。しかし、母が身篭っていたハーデスの魂は何者かに奪われ、それをきっかけに母も使用人たちも全て死別し、双子神によってパンドラとして覚醒させられた。ハーデスの魂を持ち去った犯人を同時に失踪したパルティータだと思い込み、冥闘士を率いて彼女の命を奪った。現在のテンマが、かつての自分の家族同然の存在であったことには最初は気付いていなかった。
まだ何も知らない少女の頃に冥王軍の女幹部として祭り上げられ、今までの生活と違う場違いな雰囲気に居心地の悪さを感じて恐怖と不安の日々を過ごしていたが実直に自分に従うラダマンティスの存在に救われており、彼のことを「犬」等と呼びながらも内心では感謝と信頼を抱いていた。彼の忠誠心も所詮はハーデスを介したものでしかないと思っていたが、後に彼の忠義と情は彼女自身にも向けられていたことを知る。
ロストキャンバスでの決戦にて杳馬に真実を打ち明けられショックを受け、挙句に冥闘士として蘇った彼女と再会して報復を受けたりしたが、最終的にはパルティータを巡る確執は解け、テンマに対してもどこか思い遣るような言葉をかける等、態度は軟化した。ハーデスの思惑を超えて行動するアローンを止めるべく彼に相対するも力及ばす敗れ、加勢に現れたラダマンティスによって救われ地上に逃がされる。「生きろ」という彼の最期の言葉を受け止め、失意と悲しみに沈みながらも未来へと進むことを誓う。聖戦終了後、封印された双子神に別れを告げ、同じく聖戦を生き延びたチェシャを引き連れ何処へと旅立っていった。

### 双子神
神話の時代よりハーデスの側近を務める双子の神。
眠りを司る神 ヒュプノス
- 技：エンカウンターアナザーフィールド、エターナルドラウジネス（※アニメ版のみ）
- 声：坪井智浩

「眠り」を司る神。金色の髪と瞳を持ち、額に六芒星のチャクラがある。森の大聖堂の神父に化け、アローンをハーデスとして目覚めさせる絵へと導く役を担う。
タナトスと異なり人間を必要以上に侮ることはなく、神としての圧倒的な力で牡羊座のシオンとユズリハを圧倒し、更にハクレイを迎え撃つ。彼の隠していた過去の聖戦の聖闘士達の魂をも用いた大技を受け、遂には己へと攻撃を届かせたハクレイを認めながら封印された。
アニメでは、チャクラが五芒星に変更されている。
死を司る神 タナトス
- 技：タルタロズフォビア、テリブルプロビデンス
- 声：川田紳司

「死」を司る神。本体はエリシオンに存在する。銀色の髪と瞳を持ち、額に五芒星のチャクラがある。短気で人間を侮る気持ちが強い。
蟹座のマニゴルドと教皇セージを迎え撃ち人間を芥と蔑むその力で彼等を圧倒するが、師弟の力を合わせた積尸気冥界波とマニゴルドの捨身の行動で遂に肉体を失う。最後まで人間を嘲りながら封印された。

### 夢の四神
ヒュプノス配下の神々。ギリシャ神話において、ヒュプノスの子供とも兄弟とも言われている。
夢神 オネイロス
- 身長：182cm。体重：76kg。誕生日：不明。血液型：不明。
- 技：ガーディアンズオラクル
- 声：石川英郎

「神託」を司る神。兄弟達の魂を呼び寄せ、力ごと統合する「4神統合」の力を持っており、それによって一夜にして一国を消滅させたことがある。
幻夢 イケロス
- 身長：189cm。体重：91kg。誕生日：不明。血液型：不明。
- 声：中尾隆聖

獣の姿で恐怖症（フォビア）を司る神。空間をねじ曲げる力を有する。
仮像者 パンタソス
- 身長：168～178cm。体重：47～77kg。誕生日：不明。血液型：不明。
- 技：グリムファンタジア（OVA版のみ）
- 声：釘宮理恵（女性体）/ 日野聡（男性体）

非現実を司る神。四神の中の紅一点だが、その姿はかりそめのものであり実は男である。耶人とユズリハを夢の世界へ陥れる。
造形者 モルペウス
- 身長：191cm。体重：88kg。誕生日：不明。血液型：不明。
- 技：モルフィウムコーマ（OVA版のみ）
- 声：土田大

王や英雄の夢を司る神。夢界の最深部・モルフィアで王や英雄の魂を管理する。芥子の花を相手に植え付け、感情と気力を奪う。

### 冥界三巨頭
ハーデスに仕える108の冥闘士（スペクター）の中でも最も高い実力を有する3人。
天貴星（てんきせい）グリフォンのミーノス
- 技：コズミックマリオネーション、ギガンティックフェザースフラップ
- 声：櫻井孝宏

ハーデス軍の先陣として配下の冥闘士を率いて聖域へと侵攻し、アルバフィカと戦う。彼を圧倒し一度は倒して近隣の村で虐殺を行おうとするもシオンに阻まれ、更に致命傷を負いながらも追い縋ったアルバフィカとの再戦で相討ちとなり死亡する。
天雄星（てんゆうせい）ガルーダのアイアコス
- 技：ガルーダフラップ、スレーンドラジット、ギャラクティカデスブリング

迦楼羅王を名乗り、ガルーダをあしらった空中浮遊船を居城とし、空に君臨する。冥界三巨頭一の残忍さを持ちこの世で最も強い絆を隷属と語り、軍規の徹底と自身の完全勝利の為なら躊躇せず部下を犠牲にし勝利の礎にする。シジフォスとの闘いに敗れ、ハーデスに粛清されかけるも、バイオレートの思慕、テンマの信念、輝火の情けによって三度に渡り命を拾い、己にも隷属以外の絆があったことを悟り聖戦から身を引く。本当の名は水鏡。
天猛星（てんもうせい）ワイバーンのラダマンティス
- 技：グレイテストコーション、グリーディングロア
- 声：中村悠一 

28歳。ハーデスに対して絶対的な忠誠を誓う。軍人としての規律と誇りを重んじる戦士。ブルーグラードにおけるカルディアとの闘いで敗北し負傷するも、後にロストキャンバス第6の魔宮・土星（サタヌス）の守り人となる。
神の力を心臓に宿した“神竜”として圧倒的な力を誇りレグルスを斃すも、心臓を穿たれ神の力を失う。心臓を失った肉体でアローンに立ち向かうパンドラに加勢、半身を破壊されるもハーデスとアテナの真の聖戦を取り戻すべくアテナの力を封じていた肖像画を破壊し、次代の聖戦へと想いを繋げた。最期の力を振り絞りパンドラを逃がす際、戦士としてでなくラダマンティス個人としての「生きろ」という想いを彼女へ吐露しながら散って行った。
アスプロス外伝の回想シーンによれば、行方不明になったとされるクリスの伯父の息子、つまり彼女の従兄であることが示唆されている。

### 冥闘士
天孤星（てんこせい）ベヒーモスのバイオレート
- 身長：180cm。体重：75kg。誕生日：2月13日。血液型：A型。
- 技：影縫い ブルータルリアル
- 声：本田貴子

アイアコスの腹心。聖闘士随一の怪力を誇るアルデバランに劣らない力を持つ女性。人の影に潜む能力や影を操って敵の動きを封じる力も持ち、諜報活動やハーデスの護衛にも従事する。
アイアコスへの想いは強く、死してなおハーデスの力を跳ね除け彼を傷付けることを拒否するほど。アイアコスの信の最も厚い彼女の存在こそが、アイアコスが絶対と信じる隷属の絆を否定するものだった。
天傷星（てんしょうせい）マンドレイクのヒョードル
- 身長：185cm。体重：83kg。誕生日：11月14日。血液型：A型。
- 技：ストラングルシュリール
- 声：伊藤健太郎

冥界の入り口を守る冥闘士。冥衣胸部の妖面（スクリーミングフェイス）から相手の脳にまで響く音波を放つ。半死状態のテンマを拘束し、救出に来た耶人とユズリハと交戦する。
天霊星（てんれいせい）ネクロマンサーのビャク
- 身長：178cm。体重：65kg。誕生日：9月11日。血液型：A型。
- 声：羽多野渉

ミーノス配下の冥闘士の一人で、そのリーダー格。
天罪星（てんざいせい）リュカオンのフレギアス
- 技：ハウリングインフェルノ
- 声：加藤将之

ハーデス復活時に故郷を破壊されて怒り心頭のテンマと交戦する。
天醜星（てんしゅうせい）デッドリービートルのスタンド
- 技：スタンド・バイ・ミー
- 声：志村知幸

アイアコス配下の巨漢戦士。
天究星（てんきゅうせい）ナスのベロニカ
- 身長：189cm。体重：81kg。誕生日：6月11日。血液型：B型。
- 技：ブライアル・フォート
- 声：子安武人

死の森の管理をタナトスから任された冥闘士。妖艶な美女を装っているが実際は男。蠅と死者を操って攻防一体の陣を張る。
天退星（てんたいせい）玄武のグレゴー
- 身長：215cm。体重：136kg。誕生日：9月14日。血液型：O型。
- 声：金光宣明

ダイヤモンド並の堅さを誇る冥衣でエルシドに肉弾戦を挑む。
伝説上の神獣玄武の姿は蛇の巻きついた亀とされるが、単行本に掲載された冥衣のオブジェ形態は亀のみとなっている。
天獣星（てんじゅうせい）スフィンクスのファラオ
- 技：バランス・オブ・カース

ロストキャンバスの門番として聖闘士達を迎え撃ち、シジフォスと対峙する。
天間星（てんかんせい）アケローンのカロン
- 技：ローリングオール

雲の海で石化した聖闘士達の石像を売却目的で頂戴しようと箱船に現れる。神よりも金銭や報酬を重んじる拝金主義者だが、対価を払った者との契約は守る。
天捷星（てんしょうせい）バジリスクのシルフィード
- 技：アナイアレーションフラップ

ラダマンティスに対し、ハーデス以上の忠誠を抱いている。聖域へアテナの聖衣奪取に赴き童虎と対峙する。
天魔星（てんませい）アルラウネのクイーン
- 技：ブラッドフラウアシザーズ

聖域へ先発隊としてアテナの聖衣奪取に赴き童虎と対峙する。
天牢星（てんろうせい）ミノタウロスのゴードン
- 技：グランドアクスクラッシャー

クイーンと共に聖域へ先発隊としてアテナの聖衣奪取に赴く。己の力に自信を持っているため、星をも砕くと伝わる天秤座聖衣の武器を持つ童虎との対決を熱望していた。
地陰星（ちいんせい）デュラハンのキューブ
- 技：デス・メッセンジャー
- 声：森訓久

暗殺に長け、パンドラからのテンマ抹殺の命に対して名乗りを挙げ、聖域へ乗り込む。慎重な性格。
地察星（ちさつせい）バットのウィンバー
- 身長：181cm。体重：71kg。誕生日：9月25日。血液型：A型。
- 技：ナイトメアソナー
- 声：奈良徹

無数のコウモリを分身として自在に操る冥闘士。パンドラからのテンマ抹殺の命に対して名乗りを挙げ、キューブと共に聖域へ乗り込む。
地奇星（ちきせい）フログのゼーロス
ウィンバーやキューブらに隠れて聖域に来た。卑劣な小悪党。既に死亡していたアルデバランに攻撃を加えるも、彼に借りを返すために来た輝火によって制裁を受ける。その後、アテナ軍の捕虜となり、カルディアからロストキャンバスへ辿り着く方法を聞き出すために拷問を受けた。
地獣星（ちじゅうせい）ケット・シーのチェシャ
- 身長：157cm。体重：52kg。誕生日：6月7日。血液型：B型。
- 声：保志総一朗

パンドラ麾下の冥闘士。ジャミールに侵攻し倒された地の冥闘士に追いつき督戦した。無邪気で感情表現豊かな性格だが、根は冷徹。
ロストキャンバスの決戦ではパンドラに従い行動し、同じく合流したラダマンティスと共にテンマ達と相対するも、既にテンマから「手加減しても死なせてしまいそうだ」と評されるほど実力に開きがあり、戦力外となっていた。アテナの力を取り戻したサーシャと二人きりになり死を覚悟するが、サーシャに抱き締められ遂に戦意を喪失し、保護される。
以後は復活した聖闘士達と行動を共にし、聖戦を最後まで生き延びる。エピローグにおいてもパンドラに従い行動していた。
地飛星（ちひせい）シルフのエトヴァルト
- 身長：180cm。体重：78kg。誕生日：10月13日。血液型：O型。
- 声：加瀬康之

ジャミールに侵攻し倒された地の冥闘士の1人。
地暗星（ちあんせい）ディープのニオベ
- 技：ディープフレグランス
- 声：松山鷹志

ミーノス率いる聖域襲撃部隊の冥闘士の中で唯一ラダマンティス配下として登場。魚座のアルバフィカに挑み、双魚宮の魔宮薔薇の毒をディープフレグランスの応用技で防ぎ、攻撃に転用して半分を枯らした。
地暴星（ちぼうせい）サイクロプスの冥闘士
数人の冥闘士と共に行動していた際、天秤座の童虎に遭遇し倒される。死後、ハーデスの力によって復活する。
地伏星（ちふくせい）ワームのライミ
- 身長：180cm。体重：78kg。誕生日：10月13日。血液型：O型。
- 技：ワームズバインド
- 声：伊丸岡篤

聖域に侵入し、修行中のテンマ、サーシャと遭遇し、彼女がアテナであると感づいて殺害しようとしたが、シオンに一蹴される。
原作では名前は出ていないがOVAではライミとなっている。

#### 星の守人
ロストキャンバス内のドームの内壁には、螺旋階段で結ばれている惑星を模した八つの魔宮が存在し、ハーデスに絶対の忠誠を誓った星の魔宮の守り人達が配置されている。その実力は、三巨頭と同等か、それ以上の冥闘士達。 第4の魔宮･火星（マーズ）の守り人は双子座のアスプロス、第6の魔宮・土星（サタヌス）の守り人は天猛星ワイバーンのラダマンティスの項を各々参照。
天魁星（てんかいせい）メフィストフェレスの杳馬（ようま）
- 身長：180cm。体重：76kg。誕生日：12月31日。血液型：B型。
- 技：マーベラスルーム、リワインドバイオ、リアルマーベラス、リワインドワールド（LCシオン外伝）

第1の魔宮・水星（マーキュリー）の守り人。32歳。シルクハットとスーツを着こんだ東洋人の男で天馬星座のテンマの実父。聖戦の裏で暗躍し混乱を巻き起こした。その正体は、時の原初神クロノスの弟、刻の原初神カイロス。クロノスの手により歴史から存在を抹消され、テンマを利用して兄や神々へ復讐することを目的としていた。
己の目的のためなら妻や息子、多くの人間の人生と命をも弄ぶ極悪非道の男であるが、妻と家族として過ごしている時間は彼なりに幸福も感じていたらしく未練も漏らしていた。
天英星（てんえいせい）バルロンのルネ
- 技：リーインカーネーション

第2の魔宮・金星（ヴィーナス）の守り人。ロストキャンバスの完成に伴い自身が守護する魔宮にて黒い喪服の侍女達と共に全ての人間の歴史を本に纏めている。シオンと面識がある。
天暴星（てんぼうせい）ベヌウの輝火（かがほ）
- 身長：179cm。体重：72kg。誕生日：8月12日。血液型：AB型。
- 技：コロナブラスト、クラシファイアンク、ライジングダークネス
- 声：福山潤

第3の魔宮・地球（テラ）の守り人。18歳。黄金聖闘士に伍する実力の持ち主で、全冥闘士中最速のスピードを誇る。
天哭星（てんこくせい）ハーピーのバレンタイン
- 技：スイートショコラーテ

第5の魔宮・木星（ジュピター）の守り人。魔星として目覚める前からラダマンティスに仕え、ハーデス以上にラダマンティスへの忠誠心を抱いている。
無星（むせい）梟（オウル）のパルティータ
- 身長：172cm。体重：52kg。誕生日：1月26日。血液型：A型。
- 声：井上喜久子 

第7の魔宮・天王星の守り人。テンマの実母。かつてはパンドラの城に仕えた使用人であり彼女とは姉妹のように仲が良かった。しかし誤解からパンドラに刺客を差し向けられ、幼いテンマを守る為にその命を落とした。22歳没。死後ハーデスの配下として甦りテンマと戦った。その正体は神話の時代より仕え続けている戦女神・アテナの使いであり、先代アテナと共に人間に転生した天界の住人。
本来の目的はテンマの覚醒を促すためであり、そのために冥闘士として悪役を演じていた。テンマの成長を目の当たりにし、母として、アテナの使いとして満足して息子の腕の中で消滅する。
夫である杳馬には利用された形であるが、後に封印された彼を優しく抱き締めるなど妻として愛情も抱いていた様子。杳馬もまた、彼女を死なせたことに対する未練を吐露し、彼女の胸に抱かれた時には安らいだ表情を浮かべていた。エピローグでは一羽の梟（オウル）が、旅立つパンドラを見守るように佇んでいた。

#### 読切・外伝で登場した冥闘士
天巧星（てんこうせい）ハヌマーンのトクサ
- 身長：178cm。体重：76kg。誕生日：7月1日。血液型：AB型。
- 技：積尸気如意霊臨（せきしきにょいれいりん）
- 声：入野自由

読切「ユズリハ外伝 血墨の紋」で登場。
16歳没。ユズリハの弟で、ハクレイを師とするシオンの弟弟子。ユズリハを戦士に送りだし家を継ぐ予定であったが、冥王の使いの天の声を聞き冥闘士となる。その際に愛する者達の死を代償とし、両親を殺してユズリハをも手にかけようとしたためシオンによって倒される。
天立星（てんりつせい）ドリュアスのルコ
- 身長：187cm。体重：78kg。誕生日：3月19日。血液型：O型。
- 技：カースオブリリー
- 声：小杉十郎太

ドラマCD・黄金外伝アルバフィカ編で登場。
魚座のルゴニスの弟。ルゴニスの弟子・アルバフィカすら見間違えたほど兄と似ている。薬師の島にて兄ルゴニスを蝕む毒を解毒する研究を続けていた。ドラマCDでは詳細には語られなかったものの、アルバフィカ編では兄ルゴニスの死と弟子ペフコの病への無力感・挫折感をタナトスに付け込まれぺフコを救うのと引き換えに苦渋の決断で冥闘士となった経緯が描写されている。
ドラマCDではルゴニスと兄弟関係であることが明かされぬままであった。
地鎮星（ちちんせい）の影法師（かげほうし）
- 身長：178cm。体重：76kg。誕生日：9月22日。血液型：B型。
- 技：影降伏（かげごうぷく）

黄金外伝アスミタ編で登場。
死して冥界へ来たアヒンサーに永遠の命を与えた冥闘士。アスミタに攻撃を仕掛けるも返り討ちに遭う。
地魁星（ちかいせい）アタバクの冥闘士
- 身長：195cm。体重：110kg。誕生日：10月23日。血液型：O型。
- 技：魔天無宝輪（まてんむほうりん）

黄金外伝アスミタ編で登場。
冥界で最も神に近い男と呼ばれている男。特別な任務を受けているためパンドラの指揮下に属さない唯一の冥闘士。冥界でもその存在自体が極秘事項であり自身の館を所有することを許されている。亡者の魂、ひいてはハーデスをも自らに取り込むことを目的にしている。冥界で自我を保つアヒンサーに彼の母が死してなお永遠に苦しむ幻影を見せて魔道へ誘い、その魂を生き神と称する自らの肉体に取り込む。ベヌウを破ったアスミタと自身の館で対峙、幾億の亡者の曼荼羅や自らの秘技でアスミタを追い込むが曼荼羅を抜け出ていたアヒンサーが身代わりとなっており形勢は逆転。天舞宝輪で第八感を剥奪されたことにより自由になった魂達が開いた輪廻の輪に飲まれ消滅する。
集落を襲った冥闘士
- 技：アブソーブライフアロー

黄金外伝シジフォス編で登場。
聖戦開始の17年前、獅子座のイリアスの殺害を企てる冥闘士。ケンタウロスを率い近くの集落へ略奪を働く。候補生時代のシジフォスを痛めつけるが、同じく候補生であったアスプロスに救援を求められ現場に駆け付けたイリアスに討たれる。
地因星（ちいんせい）ウプイリのレイボールド
- 身長：183cm。体重：70kg。誕生日：8月11日。血液型：AB型。
- 技：マーデラスブラッド

黄金外伝アスプロス編で登場。
クリスの従者の息子に化けていた冥闘士。聖衣を手元に持たないアスプロスを相手に優勢に戦いを進め、ウォールデン家の遺産の在り処を冥土の土産として語るが、黄金聖衣を召喚し纏ったアスプロスに倒される。
天寿星（てんじゅせい）ヴァンパイアのエアハート
- 身長：190cm。体重：83kg。誕生日：1月20日。血液型：AB型。
- 技：クリムゾンクロス（緋光）、（ケートスの冥衣の力を使い）クリムゾンビロウ

黄金外伝アスプロス編で登場。
聖戦間近となってもハーデスの呼び声に呼応せず、封印されたままの天損星にハーデスとの絆を思い出させるため現れた男。クリスの体内から冥衣を取り出し彼女に纏わせ操るも、クリスへの支配をアスプロスの機転で打開されると、自らの冥衣を纏いアスプロスと対峙。ヴァンパイアの名に違わずクリスからケートスの力を吸収し、自らを回復させると同時に魔星二星分の力でアスプロスを狙うも持ち堪えられる。最期は、クリスに冥衣を取り返されたためアスプロスの放つ強力な一撃を、ケートスの力を利用しての防御ができず、直撃を受けて消滅する。
天損星（てんそんせい）ケートスのクリス/クリス・ウォールデン
- 身長：157cm。体重：45kg。誕生日：12月19日。血液型：A型。

黄金外伝アスプロス編で登場。
14歳。100年前、海賊として一国に匹敵する財宝を手にし、それを元に貴族にまで上り詰めたウォールデン家を相続することとなった少女。しかしその財宝とは強大な力を持つケートスの冥衣であり、天損星を宿星とする運命に翻弄される挙句に、冥衣を欲する姉ウルスラに命を狙われている。父により冥衣を自身の体内に隠されてきたが、本人の意志や生命力の弱さもあってか目覚める気配を見せなかったため、冥闘士としての覚醒を目論むエアハートに取り出され操られる。アスプロスを攻撃するも、彼の言葉を受けエアハートの支配に必死で抗い、助けを求める言葉を発し意識を失う。意識の戻った後、自らを見限ったエアハートに力を吸収され冥衣を外されるが、最後には運命に立ち向かう心の強さを手にして冥衣を取り返しアスプロスのエアハート撃破に一役買った。戦後、ハーデスに与せずケートスの冥衣を封じ続けることをアスプロスに誓う。
地妖星（ちようせい）パピヨンの冥闘士
黄金外伝老双子編で登場。
心中に絶望を抱くイティアが臨死体験をした際、双子神と共に彼の前に現れ篭絡した。

## ブルーグラード
海龍（シードラゴン）のユニティ
- 身長：179cm。体重：68kg。誕生日：6月18日。血液型：A型。
- 技：ホーリー・ピラー

極寒の国ブルーグラードの統治者ガルシアの息子でデジェルの旧友。デジェルとカルディアを王国の書庫の奥に封印された通路より海底神殿アトランティスまで案内するが、追跡してきた冥界三巨頭の1人、ラダマンティスに胸を貫かれる。しかし、神殿の奥に進んだデジェルの前にシードラゴンの鱗衣（スケイル）を纏い、海闘士（マリーナ）として再び現る。海龍の能力として、珊瑚を触手のように自由に操り、それを利用し自らの傷を癒す力も持つ。
セラフィナ
- 身長：167cm。体重：50kg。誕生日：3月15日。血液型：O型。
- 声：能登麻美子 

ガルシアの娘でユニティの実姉。容姿は亡き母譲り。故郷のために働くその姿から太陽のような人物と言われ人々から敬愛されていたが、その故郷の厳しい環境によってただの風邪から衰弱死してしまい、それをきっかけにユニティの暴走を引き起こしてしまう。亡骸はアトランティス内部に海皇の小宇宙を内包したオリハルコンと共に安置され、その力で遺体の腐敗は抑えられ、ユニティはポセイドンの魂の依代として利用しようとする。
外伝にてデジェルの任務の手助けをする。
ガルシア
ブルーグラードの統治者。ユニティとセラフィナの父。ポセイドン神殿にて、セラフィナの死で暴走した海龍の鱗衣を纏ったユニティに殺害された。

## LC外伝にのみ登場する勢力

### 獣闘士
ジャガー。テスカトリポカを崇拝し人類の周期的な滅亡を目論む。カルベラは厳密には獣闘士ではないが便宜上含める。
太陽神官 ウェスダ
- 身長：208cm。体重：119kg。誕生日：11月22日。血液型：O型。

獣闘士を統べる神官。カルディアの心臓が持つエネルギーをテスカトリポカの力に利用しようと黒曜石の牙・生贄印（トラコトリ）を打ち込む。テスカトリポカの黒曜衣（ナワル）を纏う。
ヨナルデパズトリのナワルピリ
- 身長：176cm。体重：61kg。誕生日：6月9日。血液型：B型。

皮を持たず、常に寒さを感じていて、他者の皮を剥ぎ身に纏うことで暖を取ろうとしている。
ケツァルクアトルのカルベラ
- 身長：169cm。体重：57kg。誕生日：2月11日。血液型：B型。

黄金外伝カルディア編で登場。
男勝りな酒場の女主人。5年前、女神として未だ覚醒していなかったサーシャを励ます。亡くなった父親の代まではテスカトリポカと対立する神・ケツァルクアトルを祀る祭祀の一族だった。

### 宝石児
ジュエルズ。ガーネットに仕える戦士。その正体はヴィーヴルの石榴石に力と肉体を与えられた宝石の精。
ヴィーヴルのガーネット
- 身長：174cm。体重：62kg。誕生日：7月4日。血液型：O型。

ヴィーヴルの紋章を頂く屋敷の女主人。聴いた者全てを跪かせる美声で、領地と民を統べてきた。ヴィーヴルの宝石衣（オーブ）を纏う。
光の山（コー・イー・ヌール）のクレスト
- 技：ダイヤモンドダスト、ダイヤモンドダスト・レイ、フリージングシールド

デジェルの師匠。前々聖戦終結時から聖域を見守り続けてきた。海皇ポセイドン、冥王ハーデス、軍神アレスとの聖戦を見届け考察してきた最高齢の聖闘士。永きに渡る考察の中でガーネットと邂逅し宝石児のリーダーとして新たな肉体を授かり、デジェルと対峙する。
紅玉髄（コーネリアン）
- 身長：157cm。体重：52kg。誕生日：満月の日。

宝石児の一人。裂いた肉の血を司る。
玉髄（カルセドニー）
- 身長：156cm。体重：48kg。誕生日：満月の日。

宝石児の一人。幻影を操る。能力は戦闘向きでないが、トルマリンと組むことで実力を発揮する。
電気石（トルマリン）
- 身長：156cm。体重：51kg。誕生日：満月の日。
- 技：ダスリングボルテージ

宝石児の一人。電気を操る。
火打石（フリント）
- 身長：154cm。体重：52kg。誕生日：満月の日。
- 技：ストーンスパーク

宝石児の一人。拳に炎を宿す。宝石児の中では唯一透明な石でないため、格下と見られている。

### 暗黒
ネーロ。ヴェネチアに蔓延る犯罪組織。強欲を是とする暗黒聖闘士によって牛耳られている。
暗黒祭壇星座（ブラックアルター）のアヴィド
- 身長：190cm。体重：89kg。誕生日：7月22日。血液型：O型。
- 技：積尸気冥界波、積尸気鬼蒼焔、積尸気魂葬破

暗黒聖闘士の首領。金だけでなく人の命にさらには魂までも収奪し果てには支配する強欲の権化。殺してきた人の魂を自らの根城に変えその怨嗟をものともしない圧倒的な我を持つ男。もとはハクレイの弟子であり、高度な積尸気の技を使いこなす。
暗黒猟犬星座（ブラックハウンド）のユド
- 身長：187cm。体重：85kg。誕生日：1月10日。血液型：AB型。
- 技：サトリの法

デスクィーン島を封じる一族を皆殺しにしたとされるモノクルをした暗黒聖闘士。サトリの法でジョーカの秘密を暴く。
暗黒烏星座（ブラッククロウ）のリュゼ
- 身長：182cm。体重：75kg。誕生日：11月5日。血液型：B型。
- 技：ブラックフェザーディフェンス

この世の美しきもの全てが自分の物であり、そのすべてが自分の美しさを引き立てるための物であると宣言する暗黒聖闘士。烏を使役し、その黒い羽を刃に変え自在に操り敵を切り刻む。
暗黒鯨星座（ブラックホエール）のアレグレ
- 身長：189cm。体重：95kg。誕生日：3月6日。血液型：O型。
- 技：ホーリースパウト、ウィイルバリツ

欲望の宣教者を自称する暗黒聖闘士。ワインを含んだ息吹によって積尸気を用いた霊的攻撃を無効化する。
暗黒ヘラクレス星座のレマルゴス
- 身長：185cm。体重：88kg。誕生日：7月18日。血液型：A型。

常に何かを貪り食う暴食の暗黒聖闘士。アルバフィカの足止め役を担うも瞬殺される。

### 陽炎
カタラニア。砂漠に突如として出現した町。町で開かれている闘技大会に優勝すればあらゆる富と名声が約束されると言われており、腕自慢の戦士たちと熱狂を求める人々が集まっている。
夢神 ボペトール
フェルサーによって封印を解かれた夢神の一柱。幻を具現化させ、人々の熱気や生気を吸い取る能力を持つ。
黒き戦慄のフェルサー
- 身長：191cm。体重：102kg。誕生日：8月14日。血液型：O型。

闘技大会の優勝候補でカタラニアの英雄。かつてはエルシドの兄弟子であったが、山火事からエルシドと峰をかばって再起不能の大火傷を負い、二人の前から姿を消していた。
峰
- 身長：168cm。体重：51kg。誕生日：2月2日。血液型：A型。

カタラニアに君臨する美姫。砥師として聖剣の完成を目指したエルシドの修行仲間で、志半ばで病に倒れたはずであったが、斬桜鬼と名付けた聖剣を完成させエルシドの前に現れる。
電気仕掛けのパルマー
闘技大会本戦一回戦の相手。人形を操るマッドサイエンティスト。パルマーとは人形の名前で、操っている科学者本人の名前は不明。科学の見地から聖闘士の小宇宙を封じる戦法を使う。
鬼旋風のジェリコ
闘技大会予選の相手で、本戦進出の有力候補。巨大な鉄球を振り回すが、エルシドに遅い旋風と斬り捨てられる。

### 彫道士
タオニア。仙境にあって森羅万象による大陸の平安を守護する者達。背中には内なる姿を現した獣の刺青を持ち。自らの氣を具現化し、プロテクターとする墨衣（タトゥー）をその身に纏う。仙境から討って出ることはないとされていたが、聖戦の終結後に童虎の命を狙って五老峰を襲撃する。
白澤（ハクタク）の飛眼（フェイガン）
- 身長：181cm。体重：74kg。誕生日：1月24日。血液型：O型。

彫道士の首領。背中に「眼」の刺青を持ち、自然の摂理と森羅万象全てを視る能力を持つ。かつての名は飛眼と言い、妹の牡丹と共に仙境の守護神・白龍に命を救われていた。しかし仙境で修行を積む内に、自然の美しさや公平さと人間の醜さを痛感し、かつて自らの住む村を破壊するに至ったように、私利私欲で動かされる人間と世界を矯正するため、白龍の力を吸収し、仙境を掌握する。白澤の墨衣を纏い、雷や竜巻といった自然の力を操る。
九尾狐の灰（フウイ）
- 身長：188cm。体重：91kg。誕生日：7月26日。血液型：B型。
- 技：狐蒼火焔（フーツァン フォイェン）

背中に「狐」の刺青をもつ彫道士。かつては童虎と同期の修行仲間であり、門下生において一二を争う実力者だった。しかし現れた刺青は野狐であり、好敵手の童虎に現れた猛虎の刺青に強い劣等感を感じてしまい、打倒を決意する。また仙境での修行も常人以上の力を欲しての事だった。戦いでは野狐の刺青を昇華させた九尾の狐の墨衣を纏う。
流星（リウシン）
部下を率いて五老峰を襲撃した仮面の彫道士。その素顔はテンマと瓜二つ。率いていた部隊が白龍を良く慕っていたことから、襲撃失敗により仙境より駆逐され、灰によって部隊は壊滅。以降、童虎に協力し、仙境へと童虎を導く。正体は白澤から逃れた白龍の力の一部が顕現化した物。
雀の牡丹（ムーダン）
- 身長：169cm。体重：52kg。誕生日：3月20日。血液型：O型。
- 技：破壊小囀（ポ オ ファイ シャオ ヂュアン）

背中に「雀」の刺青をもつ彫道士。白澤こと飛眼の妹。飛眼と共に白龍に命を助けられ、共に仙境で修行を重ねる。飛眼が白龍を放逐し仙境を掌握すると、兄に賛同し従う。戦いでは雀の墨衣を纏う。また雀の首に着けた鈴を介して意思疎通ができ、雀を擬人化させることができる。
白龍（はくりゅう）
千年に渡り仙境と大陸を守護してきた龍。白澤により仙境の奥にある塔を巻く形で石にされその力を白澤へと流されていた。かつて、飛眼（昔の白澤）と牡丹の兄妹を川の氾濫で沈んだ村から救出している。童虎の師匠とは旧知の仲である。

### 魔術師
ドルイド。神話の時代、ダーナ神族を服従させたフォモール族の王・バロールの魂を復活させ魔眼バロールの力の一端をその身に宿した者達。
クルワッハ
魔術師の首領。魔眼バロールの力をその左眼に宿したことでバロールに肉体と精神を乗っ取られる。
魔眼バロール
- 身長：188cm。体重：85kg。誕生日：5月20日。血液型：O型。
- 技：ダークネスヌーディ

光の神ルーと共に詩や口伝にしか残らぬ神。魔人バロールとも呼ばれる。精霊として土地に存在し地下の楽園または命の循環にいるとされ、その力は強力で嵐を起こし大海すら一瞬で火の海にするとも、一国をも滅ぼすとも言われておりセージをして最強の兵器と言わしめるほどである。クルワッハが魂を復活させ左眼にその力を宿したことで彼の肉体や精神を乗っ取り、自らを殺した光の神ルーの子孫であるモリアスを殺害し彼の血を取り込み、その娘のコナーをも狙いその血統を断つと同時にその血を取り込むことで完全復活を果たそうとするが、かつて自らを葬ったルーの槍・ブリューナクの力を加えたレグルスのライトニングプラズマを受け消滅する。
バンシーのシェリー
- 身長：168cm。体重：49kg。誕生日：2月27日。血液型：B型。
- 技：ラメンテーションレイン

闇の精霊が作りだした現象。長い黒髪の女の姿をしている。魔術と呼ばれる精霊の力に対応するためレグルスに修行を付けていたファリニシュを襲い重体に陥らせ、未だ対応できていないレグルスを闇を弾丸のように飛ばすラメンテーションレインで劣勢に追い込むも、土壇場で精霊の通る道を視ることの出来たレグルスのライトニングクラウン（獅子の大鎌）を受け消滅する。

### 狂戦士
バーサーカー。戦神アレスに仕える戦士達。「炎」「火」「恐怖」「災難」の4つの軍団から構成される。かつて破壊と殺戮の限りを尽くしたが、闘技場にてアテナ軍に首を落とされ処刑された。コスモスペシャルでは「狂闘士」表記であるが、LCでは「狂戦士」と表記されている。
ジャマダハルのエマ（血）
- 身長：178cm。体重：77kg。誕生日：3月22日。血液型：B型。
- 技：クレメーションストーム

狂戦士「炎」の軍団・突撃部隊（エフォドス）の中でも兄と共に最凶の兄弟と呼ばれた。闘技場で蘇りデフテロス・デジェルを襲撃するが、聖衣を纏っていないデフテロスを討つのに時間を要したため兄の怒りを買い見限られ拳を向けられる。デフテロスとは違い、光も影もなく兄のために生きる、兄の存在が自分の世界の全てと考えているため、拳を向けられてなお、兄のために戦い、幻朧魔皇拳の影響で兄が暴走を始めた時は「最期を看取らずに済む」と自ら自身の首を刎ね兄を元へと戻す。
ブージのコカロ（骨）
- 身長：196cm。体重：105kg。誕生日：6月15日。血液型：A型。
- 技：プレダトリーラバ

エマの兄。生前は闘技場で戦う弟に命の危険が迫った際は、ルールを無視し弟を助ける行動を取るなど弟想いの男であった。アスプロスの策略で次元の狭間に閉じ込められている闘技場で弟と共に蘇りデフテロスやデジェルと対峙。アスプロスから幻朧魔皇拳を受けており、自らの望む結果を出さない弟共々デジェルへ攻撃を放つなど冷酷な性格に変貌している。黄金聖衣を纏ったデフテロスに自らの武器を破壊されたことで魔皇拳のスイッチが入り戦う傀儡と化すが、弟が自ら首を刎ね死亡したことで正気を取戻しデフテロスと互いに最後の一撃を放つ。

## その他の人物達

### 聖域関係者
テネオ/牡牛座のテネオ
- 身長：162→190cm。体重：55→89kg。誕生日：5月6日。血液型：A型。
- 技：グレートホーン、プレアデスノヴァ、タイタンズノヴァ
- 声：岡本寛志

アルデバランの弟子達の中で最年長のまとめ役でテンマともそれなりに親しかった。最年少のサロと共に聖戦参加を決意しハーデス城進軍の一軍に加わるもハーデスの罠に掛かり全滅する。聖戦終結後に聖域に生還し、教皇となったシオンの元に駆け付ける。
黄金外伝アルデバラン編、聖戦から6年後の世界ではハスガードの跡を継いで牡牛座の黄金聖闘士となり復活の兆しを見せたギガスを再び封印。アルデバランとサロの墓前でテネオの無事を祈っていたセリンサの元へと生還する。
黄金外伝シオン編にも登場しており、テンマの小宇宙を感じて聖域にやって来たカイロスと戦う。
セリンサ
- 身長：160→164cm。体重：51kg。誕生日：7月25日。血液型：A型。
- 声：小笠原亜里沙

サロ、テネオと共にアルデバランに師事する聖闘士候補生。女子なので掟に従い仮面をしている。当初は聖域周辺の警備に当たっていたが、アルデバランの死後は聖闘士を目指すことを止め、恩師の強さと優しさを引き継ぎロドリオ村で孤児達の親代わりをしている。
OVAではサロ・テネオ共々アルデバランに同じ場所で保護された孤児達であるが、黄金外伝ではセリンサだけはクレタ島の迷宮に捨てられた孤児の一人となっている。親に捨てられた経緯から面倒を見てくれるコル・タウリ以外の大人には不信感を示していたが次第にハスガードに心開き慕うようになる。
サロ
- 身長：153cm。体重：47kg。誕生日：10月8日。血液型：O型。
- 声：本城雄太郎

アルデバランの弟子の中で最年少。OVAではアルデバランに引き取られた孤児であり、聖戦開始前にアルデバランと離れることを嫌がり聖闘士候補生となった。アルデバランの死後、年長のテネオと共に聖戦参加を決意しハーデス城進軍の一軍に加わるもハーデスの罠に掛かり戦死する。
パキア
OVAオリジナルキャラクター。ラカーユら同様にエルシドの弟子の手刀使い。自分より大きな巨漢男（声 - 田口浩章）を倒すなど将来エルシドの右腕になるであろうと評されていた聖闘士訓練生。だがエルシドの己を追い詰めるあり方を間近で見続け、聖衣授与を目前にエルシドの足手纏いになると感じ聖域を脱走。聖域脱走は死罪でありエルシドに処刑されそうになるがシジフォスの取り成しにより事なきを得て、市井の人間として生きる。
獅子座のイリアス
- 身長：193cm。体重：82kg。誕生日：8月18日。血液型：B型。
- 技：ライトニングボルト、ライトニングプラズマ、獅子の大鎌（ライトニングクラウン）

故人。先代の獅子座の黄金聖闘士。シジフォスの異母兄でレグルスの父。10年前、息子・レグルスと共に聖域を離れて生活していた。ラダマンティスに殺害される。
魚座のルゴニス
- 身長：187cm。体重：85kg。誕生日：3月19日。血液型：O型。
- 技：ピラニアンローズ（老双子編）
- 声：小杉十郎太

黄金外伝アルバフィカ編、シジフォス編、老双子編で登場。
故人。先代の魚座の黄金聖闘士。アルバフィカの師。薔薇園に捨てられていたアルバフィカを拾い、自身を超える猛毒を持つ魚座の聖闘士として育てた。シジフォス編では射手座の黄金聖衣継承の際、審査官としてシジフォスと相対し、老双子編ではセージの命を受けザフィリを追跡した。
先代アテナ
- 身長：170cm。体重：57kg。誕生日：11月29日。血液型：A型。
- 声：坂本真綾

OVA、黄金外伝シオン編、老双子編で登場。
前聖戦の時代のアテナ。OVAでは原作では描かれていない前聖戦の最終局面と彼女の最後の選択が描かれている。黄金外伝シオン編では、眼前に現れたアヴニールに警戒しつつも冷静に理解しようと努め、同時に彼から何者かの小宇宙を感じ取る。また、同じアテナとして未来を守れなかったことを詫びている。老双子編ではハクレイらにイティアが天秤座の黄金聖闘士であった事実を告げる。イティアの粛清をハクレイとセージに託し、十二宮に張り巡らされている結界を一時的に解除し聖闘士達を十二宮最奥部に送った後、クレストと共に残りの黄金聖闘士の洗脳を解除する。
最後は人間の可能性を信じて聖戦を阻止するべく信頼関係のあったペガサスの魂そして従者オウル（後のパルティータ）と共に人間に転生した。これが現在の女神サーシャが人間として誕生した理由であった。
レナー
黄金外伝シオン編で登場。
テネオの弟子である聖闘士。聖戦の終結から約20年後、十二宮近隣で発生した異常事態をテネオに報告するが、時の牢獄に囚われたため動きを停止させられる。
牡羊座のアヴニール
- 身長：187cm。体重：89kg。誕生日：4月19日。血液型：B型。
- 技：スターライトエクスティンクション

黄金外伝シオン編で登場。
現代と思しきアテナがハーデスに敗れる次元の未来から、クロノスの力で前聖戦の時代へ来た牡羊座の黄金聖闘士。先代アテナに自身の時代のアテナの無念を晴らすことを涙ながらに誓った。後に、当初は彼を警戒していたセージやハクレイらと前聖戦を共に戦い親友となった。前聖戦で戦死したが彼の遺志がシオンを呼び、自らの記憶と平和な未来へ祈りを込めて牡羊座の聖衣をシオンに託す。
生前、ハクレイ達から聞かされていたムー文明の地に興味を示しており死後はその地に埋葬されたが、前聖戦から数年後に訪れたカイロスに、牡羊座の聖衣共々時の牢獄として封印され地上から消失していた。
ケンタウロス星座のユーゴ
- 身長：154→180cm。体重：51→78kg。誕生日：10月16日。血液型：A型。

黄金外伝シオン編で登場。
アヴニールと共にクロノスの力で前聖戦の時代へ来た聖闘士。アヴニールの墓と彼の纏った牡羊座の聖衣を、カイロスの魔の手から守ろうとするが、カイロスにより子供にされ、ムーの末裔の住む地もろとも時の牢獄に封印された。訪れたシオンやマニゴルドを案内する。
未来のアテナ
黄金外伝シオン編で登場。
アヴニールがいた時代のアテナ。アヴニールに残存の聖闘士を連れて逃げるように諭した後、当代の教皇と共にハーデス軍に捕らわれ、髪を切られて動きを封じられた挙句にハーデスによってその首を刎ねられた。
蠍座のザフィリ
- 身長：188cm。体重：87kg。誕生日：11月9日。血液型：A型。
- 技：スカーレットニードル

黄金外伝老双子編で登場。
先代の蠍座の黄金聖闘士。ルゴニスをして強さと思慮深さを兼ね備えた男。聖戦の20年前、冥闘士の覚醒を犇々と感じる中、未だ降臨しないアテナを信用できず、ポセイドンの力を利用し地上を守ることを決意、聖域を抜けブルーグラードへ独断で向かう。セージから派遣されたルゴニスと対峙するが、自身の罪を贖うため15発のスカーレットニードルを既に体に撃ち込んでおり絶命した。遺体はクレストにより氷柩に納められ聖域に運ばれる。
水瓶座のクレスト
- 身長：167cm。体重：57kg。誕生日：2月8日。血液型：AB型。
- 技：ダイヤモンドダスト・レイ

黄金外伝老双子編で登場。
500年の間聖域を観察してきた、前々聖戦から生存する最古の聖闘士。カルディアの心臓に延命を兼ねた禁忌の技を施している。
友であった前教皇イティアとの誓いのため、ルゴニスとザフィリの戦闘に思念波を飛ばし若い姿で現れた。前聖戦ではセージやハクレイを陰ながら支える。ハクレイらの前にアテナを連れて現れ、真実を知った後はアテナに自らによるイティア討伐を願い出た。ハクレイ達が教皇の間に向かうとアテナと共に洗脳された双子座・獅子座・蠍座の黄金聖闘士と対峙。フェアリーを撃破し彼らの洗脳を解除した。
読切『番外編』にて、500年前の冥王軍との聖戦に13歳で参戦していたことが判明。黄金聖闘士の中ではイティアと共に、500年前の冥王軍との聖戦及びそれ以前の海皇軍との聖戦という2度の聖戦を生き残る。その後、アテナから「MISOPETHA-MENOS」を施され、ポセイドンやハーデスの監視を担う。
コー・イー・ヌールとしては宝石児を参照。
牡羊座のゲートガード
- 身長：186cm。体重：86kg。誕生日：4月14日。血液型：A型。
- 技：フォースソア

黄金外伝老双子編で登場。
本来の前聖戦の牡羊座の黄金聖闘士。イティアの目指す平和の形を実現するため、冥王軍の助力の下、黄金聖闘士が地上を支配し争いを終結せんと目論む。老い衰えたイティアでは平和の実現は不可能と見て彼を殺害したが、実際はイティアの命を忠実に遂行しただけであり彼に対しての忠誠は最も篤く、イティアの若返りを成しての復活の支援を担った。
白銀聖闘士の洗脳を解いたハクレイと交戦した際は、教皇代理である祭壇星座の有する、全ての聖闘士の小宇宙・聖衣剥奪を可能という能力で、自身の小宇宙をアテナと聖域に返戻させられ劣勢となるが、突如割って入った天秤座の黄金聖闘士に伴われ教皇の間に帰還した。教皇の間に通ずる門前にてハクレイやセージと再び交戦。死界の力を駆使するも黄金聖衣は漆黒に染まり、肉体は崩壊を始める。自身の消え行く姿を目撃したハクレイに、人に存在する闇の深さを見せつける一方、ハクレイの考える理想の先に平和や調和の訪れた世界が存在する可能性も認めており、ハクレイがイティアの断念した理想を覆せるなら、それはイティアに対する救済となるとの言葉を遺し消滅する。
教皇イティア
- 身長：195cm。体重：93kg。誕生日：10月17日。血液型：O型。
- 技：最後の正義（テロスジケオシニ）

黄金外伝老双子編で登場。
前聖戦時の教皇。元天秤座の黄金聖闘士。彼が教皇に選出された時は、誰よりも強大でありながら公平・調和を尊ぶという性質から、地上を平和に導くに相応しいと皆が認めていた。かつて盗賊の襲撃に遭い故郷を失ったゲートガードを救出し、また、幼少のハクレイやセージを認め指導した。250年間、人と人との絆を重んじ互いを尊重するという形の平和を追求していたが、同時に心中に吹き出ていた「人は悪なのか?」という疑念・絶望を、臨死体験をした際に正体不明の神（ヒュプノス＆タナトス）に利用され、地妖星パピヨンの冥闘士が使役するフェアリーの宿主とされた。
地上を12の地域に分割しそれらを黄金聖闘士達に統治させ、調和を乱す危険因子に対しては抹殺も厭わないという、自らが全ての争いを無くし地上を平和に匡正するために、ゲートガードに自身を殺害させる命を下していた。冥王軍の助力の下、黄泉比良坂をフェアリーを引き連れ逆行し、今回は意味ある250年を送らんと、教皇の間に出現したフェアリーの繭から若返りを成した姿で復活を遂げる。フランキスカをして強大すぎると言わしめる圧倒的な力を以てセージらと対峙し、自身が教皇であるためハクレイの放った起死回生の小宇宙剥奪の聖火をも逆に支配し更に追い込む。しかし、ハクレイの背後にゲートガードの姿を目撃した一瞬の隙を衝かれ、また、アテナとクレストがハクレイを囮としたこともあり、教皇のマスクに触れたセージに教皇権が移行し勝敗は決した。最期は後事をセージらに託しフェアリーと共に消滅する。
天秤座のイティア
かつての天秤座の黄金聖闘士。イティアが小宇宙のみで天秤座の黄金聖衣を操作していた。ゲートガードとハクレイの戦いに割って入りハクレイを攻撃、劣勢に陥っていたゲートガードを伴い教皇の間に帰還した。
読切『番外編』にて、500年前の冥王軍との聖戦に参戦。黄金聖闘士の中ではクレストと共に、500年前の冥王軍との聖戦及びそれ以前の海皇軍との聖戦という2度の聖戦を生き残る。天秤座の聖衣の記憶を見た童虎は「強大で熱い男」と評した。
牡牛座のフランキスカ
- 身長：175cm。体重：87kg。誕生日：5月2日。血液型：O型。
- 技：ブルリングスパイク

黄金外伝老双子編で登場。
前聖戦の牡牛座の黄金聖闘士。冥王軍に洗脳され、ハクレイと別れ一人となったセージと対峙する。洗脳を解除され真実を知った後は、アテナの力によりハクレイやセージ、白銀聖闘士達と共に十二宮最奥部に送られた。その途上、攻撃を仕掛けてきたアエラスと対峙する。
矢座のアルコン
- 身長：177cm。体重：71kg。誕生日：10月26日。血液型：B型。

黄金外伝老双子編で登場。
前聖戦の矢座の白銀聖闘士。洗脳されていたがハクレイにより洗脳を解除された後、ゲートガードに苦戦するハクレイに助勢する。真実を知った後は、アテナの力により黄金聖闘士・白銀聖闘士達と共に十二宮最奥部に送られた。その後、フランキスカと共にアエラスと対峙する。
射手座のアエラス
- 身長：188cm。体重：90kg。誕生日：11月28日。血液型：A型。

黄金外伝老双子編で登場。
前聖戦の射手座の黄金聖闘士。非常に真面目な性格で本来は情に厚い男。他の黄金聖闘士と同様に洗脳されており、アテナの力で教皇の間に向かうハクレイらを人馬宮から攻撃。それを阻んだフランキスカや白銀聖闘士らと対峙する。
ケンタウロス星座のフォティア
- 身長：179cm。体重：78kg。誕生日：8月9日。血液型：O型。

前聖戦のケンタウロス星座の白銀聖闘士。洗脳されていたがハクレイにより洗脳を解除される。

### 聖闘士達の関係者
アンナ、マリア、カロ
声 - 菊地ゆうみ、清水理沙、下屋則子
テンマ、アローン、サーシャと同じイタリアの孤児院で家族同然に育った孤児達。ハーデスに覚醒し始めたアローンが愛情を込めて描いた肖像画を介して生気を奪われ死んでいった。
なお、上記のアンナと同一人物か不明だが、『チャンピオンRED』2016年2月号に掲載された読切「傀儡と王」にて、ミーノス配下にアンナと呼ばれる黒衣の侍女が登場する。
ミジョン、ジウ
声 - 中嶋ヒロ、棟方真梨子
OVAオリジナルキャラクター、耶人の故郷の姉達。長姉のミジョンは聖闘士の話を耶人に話して聞かせ、耶人に聖闘士（ヒーロー）になる憧れを与えた。魔星の活動にあてられて高熱を出し、冥王復活の兆しをうわ言で呟くなどミジョンには霊的能力があるとみられる。耶人はミジョンを救うために彼女を背負って医者のいる町に向かうが既に冥闘士によって壊滅し、殺されそうになった所を蠍座のカルディアに助けられる。耶人はミジョンを家に送り届けた後にカルディアに付いて行ったことが次姉のジウの口から語られる。
アガシャ
声 - 阿澄佳奈
聖域の麓にあるロドリオ村に住む花屋の少女。雨の日に出会ったアルバフィカの冷たさに反感を覚えるが、その内面の優しさを知って彼を慕うようになり、胸には彼の象徴である薔薇を付けている。
黄金外伝アルデバラン編では薬草の手配を担っておりセリンサと共に物資を輸送し、恩人アルバフィカの墓参りに向かう。
アトラ
声 - くまいもとこ
ジャミールの一族の少年。テレポート能力は一族最強の持ち主で、最終決戦に備えて聖域に集まっていた数十人はいる黄金・白銀・青銅聖闘士と雑兵全員を1回のテレポートでハーデス城の周辺まで転送させた。
童虎の師
巨大な龍。齢は童虎と出会った時には既に1000歳を超えていた。元は人間だが、若い頃に婚約者を亡くし、悲しみに駆られ心渇いたまま拳を振るい続けた結果人外へと堕ちた。最後には人としての死を選び亢龍となって天に昇っていった。

### 外伝のゲストキャラクター
ペフコ
黄金外伝アルバフィカ編で登場。
ルコの弟子である薬師見習い。2年前、冥闘士に襲われていた所をアルバフィカに助けられ、聖域に薬師の島の異変を聖域に伝える。アルバフィカと同じ境遇で赤子の頃捨てられたところをルコに拾われた過去がある。
フローライト
黄金外伝デジェル編で登場。
5年前、ガーネットの屋敷に奉公していたメイド。屋敷に招かれたまま行方不明となった冒険作家の父親を探していた。
戦闘の末、視力が低下したデジェルの為に父の形見となった眼鏡を彼に渡す。
フライユ婦人
黄金外伝デジェル編で登場。
　ガーネットによって夫を喪った女貴族。手勢を率いてガーネットの屋敷に討ち入るが、宝石児によって返り討ちにされてしまう。
ジョーカ
黄金外伝マニゴルド編で登場。
仲間のピグロとベーシェと共にスリで生計をたてていた孤児。首にペンダントをかけ、トントという名の小猿を常に連れている。小宇宙や霊魂を感じ取る素質を持つ。マニゴルドの財布をスッたことがきっかけで、暗黒聖闘士との戦いに関わることになる。後にデスクィーン島で暗黒聖闘士を封じる仮面を守る一族の生き残りであることが判明する。
ラカーユの父
黄金外伝エルシド編で登場。
砂漠の町に住む腕利きの刀鍛冶。エルシドに自作の剣を託して、東洋の刃には硬く鋭いが欠けやすい「ながぎれ」と切れ味良く欠けにくく研ぎやすい「あまぎれ」があると説き、人としていたいのなら「あまぎれ」の剣となるようにと諭す。
昊（ハオ）
黄金外伝童虎編で登場。
童虎の友人。聖戦から12年、廬山の滝に座したままの童虎の世話をするために娘と共にやって来た。
依林（イーリン）
黄金外伝童虎編で登場。
11歳。昊の娘。父から聖戦の話を聞いており童虎のことを恐れていたが、すぐに打ち解けた。
コナー・ルー
黄金外伝レグルス編で登場。
モリアスの娘で魔術師に命を狙われる少女。バロールを倒した光の神ルーを祖先に持つ。3年前、黄金聖闘士として初任務を任されたレグルスの護衛を受けた。強大な闇の力を以てレグルスを追い詰めるバロールの前に立ち塞がり、バロールに娘に裏切られた本当の理由を教え、自らの強い覚悟を示したことによって精霊たちにその声が届きレグルスに力を与えバロールを倒すのに一役買った。
ファリニシュ
- 身長：172cm。体重：57kg。誕生日：11月24日。血液型：A型。
- 技：ライトニングスレイ、閃光斬

黄金外伝レグルス編で登場。
コナーを護衛することを生涯誓いライトニングスレイブという精霊の力が宿った剣を持つ女剣士。精霊の力に対応できないレグルスに協力を請われ修行を付けるもバンシーのシェリーに襲われ重体に陥るが最後には意識が戻る。
モリアス
黄金外伝レグルス編で登場。
コナーの父。魔眼バロールに立ち向かうも殺害されるがレグルスとバロールの戦いの最中、コナーの声を受けて力を貸し、戦闘終了後には幽体として出現しレグルスへ感謝を述べると共に、コナーには精霊として感じる全てのものの中にいると告げ消えていった。
エスリン
黄金外伝レグルス編で登場。
魔眼バロールの一人娘。父を愛していたが、誰も愛さず、ただ修羅の道を突き進み戦争を繰り返す父の元を去り息子であるルーにバロールを倒させた。
光の神ルー
黄金外伝レグルス編で登場。
魔眼バロールと共に詩や口伝にしか残らぬ神。実はエスリンの息子でつまりバロールの孫に当たる。五条の光・ブリューナクと呼ばれる槍でバロールを葬った。
翠（すい）
- 身長：155cm。体重：40kg。誕生日：8月25日。血液型：A型。

輝火の弟。太陽の下を歩くと肌の爛れる病気を患っていたため外を歩けず、自身のために兄が金銭を得るために路上闘技に明け暮れ傷ついていることに悩む。自分が兄の重荷になっていると思い込むようになり、輝火の眼前で身を投げて死んだ。
黄金外伝アスミタ編でもアスミタが輝火に見せた幻として登場する。
アヒンサー
- 身長：181cm。体重：68kg。誕生日：6月6日。血液型：AB型。

黄金外伝アスミタ編で登場。
アスミタとはかつて同門であった、仏荒らしと呼ばれる盗人。母の生命を繋ぐため死体から物を剥いだりしていた。死して冥界へやってきたが一般人でありながらエイトセンシズを持っていたために冥界でも自我を保つことができた。それ故アタバクの冥闘士に興味を持たれ、彼に取り込まれるも亡者の曼荼羅から脱出しアスミタの身代わりとなる。
マイヤ
黄金外伝アルデバラン編で登場。
ロドリオ村に暮らす孤児の一人。聖戦から6年後、自分達を引き取り、聖域の復興のため物資を輸送するセリンサを『先生』と呼び慕う。
コル・タウリ
- 身長：450cm。体重：1500kg。誕生日：5月17日。血液型：ゼウスの血。
- 技：イー・コール・ノヴァ

黄金外伝アルデバラン編で登場。
アルデバランの別名であるコル・タウリ（ラテン語で「牡牛の心臓」）という名を持つクレタ島に住む恐るべき巨躯の男。正体は、神話の時代にダイダロスが牡牛の心臓にゼウスのイーコールを流し込んで作ったクレタ島とゼウスの愛するエウロパ（と子供達）を守る自動人形である。見捨てられクレタ島の地下迷宮に置き去りにされたセリンサ達孤児を助け守っているため、孤児達から慕われている。エトナ山に封印されている巨人の復活を防ぐために彼の力を必要としているハスガードと交戦するも、遥か長い年月を経て限界に近い身体がイーコールを制御できなくなりイーコールから迸る雷が暴走する。雷が身体を迸る中、ハスガードがその雷を受け止め痛みを和らげたことでハスガードを認め彼と共にエトナ山へ向かう。
エウロパ
黄金外伝アルデバラン編で登場。
ゼウスの最初の妃。神話の時代、クレタ島に住んでいて、護衛として自分や子供を守るコル・タウリを家族のように思っていた。
エンケラドス（大音響を鳴らす者）
- 技：ギガンラウド、イー・コールラウド

黄金外伝アルデバラン編で登場。
古のギガントマキアと呼ばれる戦いでエトナ山に封じられた巨人。ゼウスとアテナにより各地に封印されている兄弟を復活させ再びギガントマキアを起こそうと画策するがハスガードとコル・タウリにより再び封印される。しかし、14年後、幾多の自動人形の残骸とコル・タウリの心臓に流れるイー・コールの力で思念体として復活、牡牛座の黄金聖闘士となったテネオを追い込むもイー・コールの力が消失したところをテネオの拳を浴びて消滅する。
アルケス
- 身長：161cm。体重：51kg。誕生日：9月16日。血液型：O型。

黄金外伝シジフォス編で登場。
デルフォイの神殿で神託を伝える巫女（ピューティアー）。自らの魂を自然と一体化させ森羅万象すべてを聞くことができるため、「自然と神々の代弁者」とも呼ばれ、シジフォスも驚くほどの巨大な小宇宙を有している。聖戦に影響を及ぼすデルフォイの書を得るため彼の地を訪れたシジフォスの前に現れ、彼の心の奥底を幻影として具現化させ神託を告げる。なお、ピューティアー達は黄金外伝デフテロス編でアスプロスの手にかかり全滅している。
テアニス
黄金外伝シジフォス編で登場。
シジフォスの少年時代の友人。暗黒聖闘士の襲撃を受け火災が発生した聖域の一般兵居住区で、彼を助けにきたシジフォスと共にイリアスに救出された。初めて黄金聖闘士を目撃したシジフォスは聖闘士になるべく聖闘士候補生に志願した。
ウルスラ
黄金外伝アスプロス編で登場。
クリスの姉。冥王軍のエアハートが現れてから人となりが変わってしまい、莫大な財力を持つウォールデン家、そして強大な力を持つケートスのを冥衣を自らが掌握するため相続人である実妹クリスを狙う。しかし、本人は魔星に選ばれていなかったために冥衣を纏う事は出来ず、その欲深さやクリスへの私怨といった負の感情を冥衣の覚醒を促す為の贄としてエアハートに利用されていただけに過ぎなかった。